# 1918 no jornalismo
Nesta página encontrará referências aos acontecimentos directamente relacionados com o jornalismo ocorridos durante o ano de 1918.

## Nascimentos
| Data | Nome          | Profissão            | Nacionalidade | Observações | Ref |
| ---- | ------------- | -------------------- | ------------- | ----------- | --- |
| ?    | Solange Bibas | jornalista esportivo | Brasil        | m. 1982     |     |

## Mortes
| Data           | Nome                           | Profissão                                                 | Nacionalidade                              | Observações | Ref   |
| -------------- | ------------------------------ | --------------------------------------------------------- | ------------------------------------------ | ----------- | ----- |
| 17 de março    | Gastão Raul de Forton Bousquet | abolicionista, poeta, jornalista, autor teatral, escritor | Brasil                                     | n. 1870     |       |
| 8 de abril     | João Duarte de Meneses         | advogado, jornalista e político                           | Reino Unido de Portugal, Brasil e Algarves | n. 1868     | [ 1 ] |
| 6 de junho     | Emílio de Meneses              | jornalista e poeta                                        | Brasil                                     | n. 1866     |       |
| 20 de agosto   | Alcindo Guanabara              | jornalista e político                                     | Brasil                                     | n. 1865     |       |
| 18 de novembro | Augusto Stresser               | compositor e jornalista                                   | Brasil                                     | n. 1871     |       |
| 28 de dezembro | Olavo Bilac                    | jornalista e poeta                                        | Brasil                                     | n. 1865     |       |